# Cycas micronesica
Cycas micronesica – gatunek sagowca. Występuje w Mikronezji, w archipelagu Marianów i na Karolinach. Gatunek ten określany jest jako zagrożony w związku z zawleczeniem na obszar jego naturalnego występowania czerwca Aulocapsis yasumatsui.